# Discografia de Van Halen
Van Halen é uma banda americana de rock, formada em Pasadena, Califórnia em 1974 , pelos irmãos holandeses Eddie Van Halen (guitarra) e Alex Van Halen (bateria), além do cantor David Lee Roth e o baixista Michael Anthony. A discografia da banda consiste em doze álbuns de estúdio, dois álbuns ao vivo, dois álbuns de compilação, três álbuns de vídeo e cinquenta e seis singles.
A banda assinou um contrato com a Warner Bros Records em 1977, e no ano seguinte lançou o álbum Van Halen. Ao longo dos próximos anos, a banda alternava lançamentos de álbuns - um por ano entre 1979 e 1982 - e turnês, conseguindo a aclamação de público e crítica e se tornando uma das bandas mais influentes e bem sucedidas do mundo. Em 1984, Van Halen lançou 1984, que chegou ao número 2 na Billboard 200  e teve o único single da banda a ficar em primeiro na Billboard Hot 100, "Jump". Após a turnê de promoção desse álbum, Roth deixou a banda devido a tensões artísticas e pessoais com Eddie.
Para substituir Roth, Eddie escolheu Sammy Hagar, ex-Montrose e naquele tempo um artista solo de sucesso. O primeiro álbum do Van Halen com Hagar, 5150 de 1986, foi o primeiro da banda a encabeçar a Billboard 200. Os três álbuns de estúdio que sucederam, OU812, For Unlawful Carnal Knowledge e Balance, também lideraram as paradas. Em 1996, Hagar deixou o Van Halen em meio a muita tensão com o resto da banda.
Roth voltou brevemente, e gravou duas músicas com a banda para a compilação Best of Volume I (1996), mas o Van Halen contratou Gary Cherone, vocalista do então extinta banda de Boston Extreme. O único lançamento de Cherone com a banda foi Van Halen III, lançado em 1998 recebendo críticas divisivas e vendas decrescentes, se tornando o primeiro álbum de estúdio da banda a não para obter uma Platina da RIAA. Depois de um hiato, uma reunião com Hagar em 2004 inspirou a compilação Best of Both Worlds de 2004, que contou com três novas canções com o cantor. Após Roth voltar para o Van Halen em 2007, em uma turnê que o novo baixista era o filho de Eddie, Wolfgang Van Halen, a banda começou a cogitar um novo disco. A Different Kind of Truth foi lançado em fevereiro de 2012 pela Interscope Records, repetindo o segundo lugar na Billboard 200 de 1984.
Até 2007, Van Halen já vendeu 80 milhões de álbuns em todo o mundo e tiveram mais hits número número um na Billboard Mainstream Rock. É amplamente considerada como um marco nas vendas de rock nos EUA, ocupando a 19ª posição na lista dos maiores vendedores de discos nos Estados Unidos, com 56 milhões e meio de vendas.

## Álbuns de estúdio
| Ano                                                                                     | Detalhes | Melhor Posição | Melhor Posição | Melhor Posição | Melhor Posição | Melhor Posição | Melhor Posição | Melhor Posição | Melhor Posição | Melhor Posição | Melhor Posição | Melhor Posição | Melhor Posição | Certificações (limiares de vendas)                               |
| Ano                                                                                     | Detalhes | EUA            | CAN            | AUS            | SWI            | AUS            | HOL            | SUI            | FIN            | NOR            | ALE            | NZ             | R.U            | Certificações (limiares de vendas)                               |
| --------------------------------------------------------------------------------------- | --- | -------------- | -------------- | -------------- | -------------- | -------------- | -------------- | -------------- | -------------- | -------------- | -------------- | -------------- | -------------- | ---------------------------------------------------------------- |
| 1978                                                                                    | Van Halen - Lançamento: 10 de fevereiro de 1978 - Gravadora: Warner Bros. Records - Formato: CD, CS, LP            | 19             | 18             | —              | —              | —              | 10             | —              | —              | —              | 5              | 22             | 24             | - Diamante - Ouro - 4× Platina - Ouro - Ouro - Platina - Platina |
| 1979                                                                                    | Van Halen II - Lançamento: 23 de março de 1979 - Gravadora: Warner Bros. Records - Formato: CD, CS, LP             | 6              | 15             | —              | —              | —              | 11             | 22             | —              | —              | —              | —              | 23             | - 5× Platina - 2× Platina - Ouro - Ouro                          |
| 1980                                                                                    | Women and Children First - Lançamento: 26 de março de 1980 - Gravadora: Warner Bros. Records - Formato: CD, CS, LP | 6              | 12             | —              | —              | —              | 3              | 19             | —              | 23             | —              | 48             | 15             | - 3× Platina - 2× Platina - Ouro - Ouro                          |
| 1981                                                                                    | Fair Warning - Lançamento: 29 de abril de 1981 - Gravadora: Warner Bros. Records - Formatos: CD, CS, LP            | 5              | 11             | —              | —              | —              | —              | 18             | —              | —              | —              | —              | 49             | - 2× Platina - 2× Platina                                        |
| 1982                                                                                    | Diver Down - Lançamento: 4 de abril de 1982 - Gravadora: Warner Bros. Records - Formatos: CD, CS, LP, DVD-A        | 3              | 5              | —              | —              | —              | 28             | 28             | —              | 19             | —              | 37             | 36             | - 4× Platina - Platina                                           |
| 1984                                                                                    | 1984 - Lançamento: 9 de janeiro de 1984 - Gravadora: Warner Bros. Records - Formato: CD, CS, LP                    | 2              | 1              | —              | 7              | 12             | 8              | 4              | —              | 12             | —              | 15             | 15             | - Diamante - 5× Platina - Ouro - Ouro - Platina                  |
| 1986                                                                                    | 5150 - Lançamento: 24 de março de 1986 - Gravadora: Warner Bros. Records - Formatos: CD, CS, LP                    | 1              | 2              | —              | 16             | 13             | 30             | 2              | —              | 5              | —              | 13             | 16             | - 6× Platina - 3× Platina - 3× Platina - Ouro                    |
| 1988                                                                                    | OU812 - Lançamento: 24 de março de 1988 - Gravadora: Warner Bros. Records - Formato: CD, CS, LP                    | 1              | 1              | 9              | 9              | 21             | 22             | 9              | —              | 5              | —              | 35             | 16             | - 4× Platina - Prata                                             |
| 1991                                                                                    | For Unlawful Carnal Knowledge - Released: 17 de junho de 1991 - Label: Warner Bros. Records - Format: CD, CS, LP   | 1              | 4              | 5              | 11             | 21             | 24             | 17             | —              | —              | —              | 25             | 12             | - 3× Platina - Platina - Prata                                   |
| 1995                                                                                    | Balance - Lançamento: 24 de janeiro de 1995 - Gravadora: Warner Bros. Records - Formato: CD, CS, LP                | 1              | 2              | 9              | 6              | 18             | 5              | 5              | —              | 17             | 17             | 16             | 8              | - 3× Platina - 3× Platina - Ouro                                 |
| 1998                                                                                    | Van Halen III - Lançamento: 17 de março de 1998 - Gravadora: Warner Bros. Records - Formatos: CD, CS, LP           | 4              | 4              | 8              | 38             | 23             | 24             | 39             | 5              | 29             | 5              | 14             | 43             | - Ouro - Ouro                                                    |
| 2012                                                                                    | A Different Kind of Truth - Lançamento: 7 de fevereiro de 2012 - Formato: CD, Digital, LP                          | 2              | 3              | 4              | 6              | 17             | 12             | 4              | 3              | 9              | 8              | 14             | 6              | - Ouro - Platina - Platina                                       |
| "—" denota lançamentos que não atingiram o gráfico ou não foram liberados naquele país. | |                |                |                |                |                |                |                |                |                |                |                |                |                                                                  |

## Álbuns ao vivo
| 1993                                                                                    | Live: Right Here, Right Now - Lançamento: 23 de fevereiro de 1993 - Gravadora: Warner Bros. Records - Formatos: CD, CS, LP, DVD | 5  | 15 | 7  | 18 | 30 | 8  | 21 | —  | — | 24 | 2× Platina Ouro |
| 2015                                                                                    | Tokyo Dome Live in Concert - Lançamento: 31 de março de 2015 - Gravadora: Warner Bros. - Formatos: CD, Digital, LP              | 20 | —  | 67 | 59 | —  | 48 | —  | 64 | — | 74 |                 |
| "—" denota lançamentos que não atingiram o gráfico ou não foram liberados naquele país. | |    |    |    |    |    |    |    |    |   |    |                 |

## Compilações
| Ano                                                                                     | Detalhes | Melhores posições | Melhores posições | Melhores posições | Melhores posições | Melhores posições | Melhores posições | Melhores posições | Melhores posições | Melhores posições | Melhores posições | Melhores posições | Melhores posições | Certificações (limiares de vendas)                        |
| Ano                                                                                     | Detalhes | EUA               | CAN               | AUS               | SWE               | AUT               | HOL               | SWE               | FIN               | NOR               | ALE               | NZ                | R.U               | Certificações (limiares de vendas)                        |
| --------------------------------------------------------------------------------------- | --- | ----------------- | ----------------- | ----------------- | ----------------- | ----------------- | ----------------- | ----------------- | ----------------- | ----------------- | ----------------- | ----------------- | ----------------- | --------------------------------------------------------- |
| 1996                                                                                    | Best of Volume I - Lançamento: 22 de outubro de 1996 - Gravadora: Warner Bros. Records - Formatos: CD, CS, LP      | 1                 | 1                 | 11                | 26                | 16                | 12                | 19                | 3                 | 36                | 28                | 2                 | 45                | - 3× Platina - 3× Platina - Platina - Ouro - Ouro - Prata |
| 2004                                                                                    | The Best of Both Worlds - Lançamento: 20 de julho de 2004 - Gravadora: Warner Bros. Records - Formatos: CD, CS, LP | 3                 | 2                 | 31                | 55                | 33                | 17                | 12                | 4                 | —                 | —                 | 9                 | 15                | - Platina                                                 |
| "—" denota lançamentos que não atingiram o gráfico ou não foram liberados naquele país. | |                   |                   |                   |                   |                   |                   |                   |                   |                   |                   |                   |                   |                                                           |

## Singles
| 1978                                               | "You Really Got Me"                  | 36  | —  | —  | 12 | 49 | Van Halen                     |
| 1978                                               | "Runnin' with the Devil"             | 84  | —  | 52 | —  | —  | Van Halen                     |
| 1978                                               | "Ain't Talkin' 'Bout Love"           | —   | —  | —  | —  | —  | Van Halen                     |
| 1978                                               | "Jamie's Crying"                     | —   | —  | —  | —  | —  | Van Halen                     |
| 1979                                               | "Dance the Night Away"               | 15  | —  | —  | —  | 28 | Van Halen II                  |
| 1979                                               | "Beautiful Girls"                    | 84  | —  | —  | —  | —  | Van Halen II                  |
| 1980                                               | "And the Cradle Will Rock..."        | 55  | —  | —  | —  | 81 | Women and Children First      |
| 1981                                               | "So This Is Love?"                   | 110 | 15 | —  | —  | 20 | Fair Warning                  |
| 1981                                               | "Mean Street"                        | —   | 12 | —  | —  | —  | Fair Warning                  |
| 1981                                               | "Push Comes to Shove"                | —   | 29 | —  | —  | —  | Fair Warning                  |
| 1981                                               | "Unchained"                          | —   | 13 | —  | —  | —  | Fair Warning                  |
| 1982                                               | "(Oh) Pretty Woman"                  | 12  | 1  | —  | 59 | 5  | Diver Down                    |
| 1982                                               | "Dancing in the Street"              | 38  | 3  | —  | —  | 15 | Diver Down                    |
| 1982                                               | "Secrets"                            | —   | 22 | —  | —  | —  | Diver Down                    |
| 1982                                               | "Little Guitars"                     | —   | 33 | —  | —  | —  | Diver Down                    |
| 1982                                               | "The Full Bug"                       | —   | 42 | —  | —  | —  | Diver Down                    |
| 1982                                               | "Where Have All the Good Times Gone" | —   | 17 | —  | —  | —  | Diver Down                    |
| 1984                                               | "Jump"1                              | 1   | 1  | 7  | 2  | 1  | 1984                          |
| 1984                                               | "I'll Wait"                          | 13  | 2  | 85 | —  | 21 | 1984                          |
| 1984                                               | "Panama"                             | 13  | 2  | 61 | 74 | 15 | 1984                          |
| 1984                                               | "Hot for Teacher"                    | 56  | 34 | 87 | 89 | 83 | 1984                          |
| 1986                                               | "Why Can't This Be Love"             | 3   | 1  | 8  | 8  | 13 | 5150                          |
| 1986                                               | "Dreams"                             | 22  | 6  | 62 | 51 | 85 | 5150                          |
| 1986                                               | "Best of Both Worlds"                | —   | 12 | —  | —  | —  | 5150                          |
| 1986                                               | "Love Walks In"                      | 22  | 4  | —  | —  | 75 | 5150                          |
| 1986                                               | "Summer Nights"                      | —   | 33 | —  | —  | —  | 5150                          |
| 1988                                               | "Black and Blue"                     | 34  | 1  | —  | —  | 42 | OU812                         |
| 1988                                               | "When It's Love"                     | 5   | 1  | 28 | 23 | 21 | OU812                         |
| 1988                                               | "Finish What Ya Started"             | 13  | 2  | —  | —  | —  | OU812                         |
| 1988                                               | "Cabo Wabo"                          | —   | 31 | —  | —  | —  | OU812                         |
| 1988                                               | "Mine All Mine"                      | —   | 50 | —  | —  | —  | OU812                         |
| 1989                                               | "Feels So Good"                      | 35  | 6  | 63 | —  | —  | OU812                         |
| 1991                                               | "Poundcake"                          | —   | 1  | 74 | 55 | 55 | For Unlawful Carnal Knowledge |
| 1991                                               | "Runaround"                          | —   | 1  | —  | —  | 50 | For Unlawful Carnal Knowledge |
| 1991                                               | "Top of the World"                   | 27  | 1  | 63 | —  | 23 | For Unlawful Carnal Knowledge |
| 1992                                               | "The Dream Is Over"                  | —   | 7  | —  | —  | —  | For Unlawful Carnal Knowledge |
| 1992                                               | "Right Now"                          | 55  | 2  | —  | —  | —  | For Unlawful Carnal Knowledge |
| 1992                                               | "Man on a Mission"                   | —   | 21 | —  | —  | —  | For Unlawful Carnal Knowledge |
| 1993                                               | "Jump" (ao vivo)                     | —   | —  | 26 | 93 | —  | Live: Right Here, Right Now   |
| 1993                                               | "Won't Get Fooled Again" (ao vivo)   | —   | 1  | —  | —  | 64 | Live: Right Here, Right Now   |
| 1993                                               | "Dreams" (live)                      | 111 | —  | —  | —  | —  | Live: Right Here, Right Now   |
| 1995                                               | "The Seventh Seal"                   | —   | 36 | —  | —  | —  | Balance                       |
| 1995                                               | "Don't Tell Me (What Love Can Do)"   | —   | 1  | 27 | —  | 36 | Balance                       |
| 1995                                               | "Can't Stop Lovin' You"              | 30  | 2  | 33 | —  | 3  | Balance                       |
| 1995                                               | "Not Enough"                         | 97  | 27 | —  | —  | 6  | Balance                       |
| 1995                                               | "Amsterdam"                          | —   | 9  | 77 | —  | 46 | Balance                       |
| 1996                                               | "Humans Being"                       | —   | 1  | —  | —  | 47 | Best of Volume I              |
| 1996                                               | "Me Wise Magic"                      | —   | 1  | —  | —  | 14 | Best of Volume I              |
| 1997                                               | "Can't Get This Stuff No More"       | —   | 12 | —  | —  | 38 | Best of Volume I              |
| 1998                                               | "Without You"                        | —   | 1  | —  | 56 | 55 | Van Halen III                 |
| 1998                                               | "One I Want"                         | —   | 27 | —  | —  | —  | Van Halen III                 |
| 1998                                               | "Fire in the Hole"                   | —   | 6  | —  | —  | 65 | Van Halen III                 |
| 2004                                               | "It's About Time"                    | —   | 6  | —  | —  | —  | The Best of Both Worlds       |
| 2004                                               | "Up For Breakfast"                   | —   | 33 | —  | —  | —  | The Best of Both Worlds       |
| 2012                                               | "Tattoo"                             | 67  | 13 | —  | —  | 62 | A Different Kind of Truth     |
| 2012                                               | "She's the Woman"                    | —   | 23 | —  | —  | —  | A Different Kind of Truth     |
| "—" denota lançamentos que não atingiram o gráfico |                                      |     |    |    |    |    |                               |

Notas
- 1 "Jump" foi certificado de Ouro pela RIAA.[24]

## Videos
| Ano  | Titulo                      | Certificação RIAA | Vocalista                                  |
| 1987 | Live Without a Net          | 2x Multi-Platina  | Sammy Hagar                                |
| 1996 | Video Hits Volume I         | Ouro              | David Lee Roth, Sammy Hagar e Gary Cherone |
| 1999 | Live: Right Here, Right Now | Ouro              | Sammy Hagar                                |